# 顔に降りかかる雨
『顔に降りかかる雨』（かおにふりかかるあめ）は、桐野夏生の小説、またそれを原作としたテレビドラマである。

## 小説
1993年、講談社初刊。第39回江戸川乱歩賞受賞。

## テレビドラマ
1994年5月6日の21:02〜22:52に、フジテレビ系列「金曜エンタテイメント」枠内で放送された。

### キャスト
- 成瀬隆次(中古外車販売業社長)：役所広司
- 村野ミロ(耀子の親友)：鶴田真由
- 宇佐川耀子(ルポライター。成瀬の不倫相手)：村上里佳子
- 山崎龍太：筧利夫
- 戸田朝子(成瀬の元妻)：床嶋佳子
- 小林ゆかり(耀子の助手)：上野正希子
- 村野博夫(ミロの別居の夫)：倉崎青児
- 川添(死体愛好家)：赤星昇一郎
- 藤村(演劇プロデューサー):山崎一
- ジュヌヴィエーブ松永(占い師)：森公美子
- 三田：武藤洋行
- 上杉(貿易商・成瀬のボス)：岡田真澄
- 舞台「暗黒夜会」パフォーマー：演劇実験室◎万有引力
- 栗原敏､二橋進、益田哲夫、植田泰弘、正岡邦夫、相原康助、田村晃哉、加藤祐子、ケーシー・アルカンファラ

### スタッフ
- 脚本：竹山洋
- 演出：福本義人
- 音楽：石田勝範
- 演出補：加門幾生
- スタント：ジャパンアクションクラブ
- 技術協力：バスク
- 美術協力：フジアール
- プロデューサー補：加藤正俊
- 編成企画：遠藤龍之介
- プロデュース：中山和記
- 協力：日本推理作家協会、講談社
- 製作：フジテレビ、共同テレビジョン

| フジテレビ系列 金曜エンタテイメント | フジテレビ系列 金曜エンタテイメント | フジテレビ系列 金曜エンタテイメント          |
| 前番組                              | 番組名                              | 次番組                                       |
| ----------------------------------- | ----------------------------------- | -------------------------------------------- |
| 課長島耕作2 （1994年4月29日）       | 顔に降りかかる雨 （1994年5月6日）   | 腕まくり看護婦物語2 奮闘篇 （1994年5月13日） |